# António Pinheiro (bispo de Miranda)
António Pinheiro (Porto de Mós ― Lisboa, outubro de 1582) foi um sacerdote português, bispo de Miranda, anteriormente fora nomeado cronista-mor do Reino de Portugal por carta régia de 16 de julho de 1550. Cargo este que, entretanto, não exerceu.